# Dilemma (geslacht)
Dilemma is een geslacht van tweekleppigen uit de  familie van de Poromyidae.

## Soorten
- Dilemma frumarkernorum Leal, 2008
- Dilemma inexpectatum (Crozier, 1966)
- Dilemma japonicum Sasaki & Leal, 2008
- Dilemma spectralis Leal, 2008